# アンサンブル (テレビドラマ)
『アンサンブル』は、2025年1月18日から3月22日まで日本テレビ系「土ドラ10」枠にて放送されたテレビドラマ。主演は川口春奈。

## キャスト

### 主要人物
小山瀬奈（こやま せな）
演 - 川口春奈（幼少期：細谷優衣、学生時代：大里菜桜）
弁護士。「たかなし法律事務所」に所属。現実主義者で恋愛トラブル専門。
真戸原優（まとはら ゆう）
演 - 松村北斗（幼少期：近江晃成、馬場律樹）
新人弁護士。理想主義者。両親がネオ居酒屋「MATO庵」を営む。妹がいる。

### たかなし法律事務所
園部こずえ（そのべ こずえ）
演 - 長濱ねる
パラリーガル。
早川崇（はやかわ たかし）
演 - じろう（シソンヌ）
弁護士で、元エース。
星野藍（ほしの あい）
演 - 東野絢香
事務員。
小鳥遊翠（たかなし みどり）
演 - 板谷由夏
所長。

### 瀬奈の関係者
小山祥子（こやま しょうこ）
演 - 瀬戸朝香
瀬奈の母。浮気した夫と離婚して以来、1人で瀬奈を育ててきた。
澤北千尋（さわきた ちひろ）
演 - 橋本マナミ
瀬奈の親友で元クライアント。ヨガインストラクター。
庄司秋帆（しょうじ あきほ）
演 - SUMIRE
瀬奈の親友で中学からの同級生。既婚。
宇井修也（うい しゅうや）
演 - 田中圭（大学生時代：中瀬古隆誠）
瀬奈の元恋人。インバウンドベンチャー企業「プライムツーリストジャパン」の代表。

### 優の関係者
真戸原和夫（まとはら かずお）
演 - 光石研
優の父。古民家をリノベーションしたネオ居酒屋「MATO庵」の店主。明るく陽気で、料理の腕前は絶品。
真戸原有紀（まとはら ゆき）
演 - 八木亜希子
優の母。
真戸原凛（まとはら りん）
演 - 香音（幼少期：杉山千織）
優の妹。
安田樹理（やすだ じゅり）
演 - 戸塚純貴
優の高校からの親友で大学の華道部仲間。
和泉可奈子（いずみ かなこ）
演 - 横田真悠
優の大学時代の華道部仲間。
真戸原ケイ
演 - 浅田美代子（第7話 - ）
真戸原優の実母。和夫の姉。陶芸家として将来を期待されていたが、出産・育児で一度断念。かつて祭りの日に真戸原を捨てた。

### その他
長谷川朱利（はせがわ あかり）
演 - 中田クルミ
宇井の共同経営者。
宇井咲良
演 - 稲垣来泉（4歳時：花門俐娃）
小学6年生。修也と一緒に暮らしている。
佐竹竜也
演 - 西山潤
凛につきまとっている男。
田宮裕汰
演 - 宮田体現
咲良のクラスメイト。

### ゲスト

#### 第1話
光永有彩（みつなが ありさ）
演 - 森迫永依
瀬奈に「婚約破棄トラブル」の弁護依頼をするクライアント。
二瓶隆也（にへい たかや）
演 - 中尾明慶
真戸原に「婚約破棄トラブル」の弁護依頼をする光永有彩の彼氏。
インタビュアー
演 - 大村彩子
雑誌「FIDES」で瀬奈にインタビューする。
田中
演 - 砂田桃子
二瓶が有彩の家族と食事した東郷記念館のスタッフ。
佐藤
演 - 大高洋夫
東郷記念館のシャトルバスの運転手。10年前はタクシーの運転手をしていた。
磯部
演 - リリー（見取り図）
二瓶がプロポーズプランの予約を入れていた教会のスタッフ。
渋谷
演 - 奥村アキラ
サンダーソン・スズキ法律事務所弁護士。真戸原の上司。
裁判官
演 - 荒木誠
「婚約破棄トラブル」裁判の裁判長。
店員
演 - 中野歩
光永有彩がバイトしていたケーキ店の友人。
両親
演 - 中野剛、吉田縁江
光永有彩の両親。
家族
演 - いしいはじめ、竹井ゆず、竹内達麒
東郷記念館で写真撮影していた家族。子供は優にアンパンマンのバッジをあげる。

#### 第2話
兼木浩司（かねき こうじ）
演 - 加治将樹
「妻の10年前の浮気に対して慰謝料を請求したい」と依頼してきた男性。
兼木真弓（かねき まゆみ）
演 - 愛希れいか
浩司の妻。
滝口
演 - 小木茂光
瀬奈と宇井が共にゼミで学んだ明青学院大学の教授。
藤田
演 - BOB
兼木浩司の同僚。10年前、真弓が男とラブホテルに入ったのを見かけていた。
五十嵐
演 - 吉田悟郎
兼木真弓の代理人弁護士。
教師
演 - 日中泰景
瀬奈の高校時代の教師。
裁判官
演 - 高松克弥
兼木夫妻の裁判の裁判官。
男性
演 - 久獅
「HOTEL FUNNY'S」に入ろうとしていた男性。10年前は「人魚姫」という名前だったと証言する。
ウェイター
演 - 稲野辺祐二（第4話）
瀬奈と宇井が訪れたレストランのウェイター。

#### 第3話
スタッフ
演 - 上島信彦
宇井咲良が通う学習塾「創学研」のスタッフ。
キャスター
演 - 安藤咲良
都心でも雪が降る可能性があると話すテレビのお天気キャスター。
パーソナリティ
声 - 小松由佳
都心でも雪が降る可能性があると話すラジオのパーソナリティ。

#### 第4話
従業員
演 - 藤田啓介、平島由章、佐々木勇人
「リサイクル佐竹」の作業場の従業員たち。
男性
演 - アントニオ アンゲロフ
「プライムツーリストジャパン」および月影旅館とコラボしようとしているドイツの旅行会社の男性。
宇井智也
演 - 西将輝
宇井の兄。咲良の実父。8年前事故で亡くなっている。

#### 第5話
梶野穂花
演 - 山崎紘菜（第6話）
クライアント。事実婚関係にあったパートナーに別れを切り出され、財産分与を求めると、事実婚関係を否定された上で更に訴えられたという。
南雲英司
演 - 時任勇気（第6話）
アパレル会社「WARD ROES」代表。穂花と事実婚関係があったとされる男性。
崎本
演 - 渋谷謙人
穂花と南雲の新居のパーティにも参加した二人の共通の友人。
江藤博
演 - 鳥谷宏之
MAM法律事務所・弁護士。南雲の代理人。
裁判官
演 - 竹林文雄
梶野穂花被告裁判の裁判長。
女性
演 - かのうみゆ
真戸原や可奈子たちと大学時代の華道部の仲間。
店員
演 - 伊藤あいみ
レストラン店員。

#### 第6話
梅林恵（うめばやし めぐみ）〈36〉
演 - 水崎綾女
交際していた年下の部下が、破局後にフラれたことへの報復メールを社内にばら撒いた、と名誉棄損で訴える会社員。
正田和樹（しょうだ かずき）
演 - 井上想良
梅林恵と交際していた男性。束縛が強いと彼女から振られ、既に退職している。
伊藤
演 - 黄川田雅哉
正田の代理人弁護士。
高橋
演 - 天華えま
恵と正田の仲を証言する恵の親友。
裁判官
演 - 谷藤太
梅林恵原告裁判の裁判官。
根本晴夏
演 - 花音
正田と同期の社員。正田は彼女個人に送ったメールが間違って全社宛てに送信されたと釈明していた。

#### 第7話
木原美沙希〈40〉
演 - 市川由衣（第8話）
咲良の実母。9年間音信不通だったが5年前に再婚していた。
広瀬篤
演 - 猪塚健太（第8話）
レガシス法律事務所弁護士。木原美沙希の代理人。
宮内
演 - 吉岡睦雄（最終話）
真戸原ケイが入院していた時の担当医。

#### 第8話
にぼし、いわし
演 - 香空にぼし、伽説いわし（にぼしいわし）
瀬奈と真戸原が立ち寄ったキッチンカーのカフェ「NI Coffee」の店員。
保護者
演 - 高田衿奈、山崎丹奈、寺田浩子、佐々木ちあき、松村芽依
咲良と同じ横浜市立野毛小学校に子供を通わせる保護者。
教師
演 - 若林秀敏
同学校の教師。
子供
演 - 花井昴
真戸原が陸橋で見かけた子供。

## スタッフ
- 脚本 - 國吉咲貴、諸橋隼人、ニシオカ・ト・ニール[1]
- 音楽 - 澤田かおり[1]
- 主題歌 - aiko「シネマ」（PONY CANYON）[56]
- 法律監修 - 古市英志
- 弁護士指導 - 青木美佳、高島秀行
- 華道指導 - 花澤蕉和
- 演出 - 河合勇人[1]、齋藤誠、浅見真史
- チーフプロデューサー - 荻野哲弘[16]
- プロデューサー - 後藤庸介、大倉寛子、金澤麻樹[1]
- 制作協力 - 日テレアックスオン[1]
- 製作著作 - 日本テレビ

## 放送日程
| 各話                                                                        | 放送日  | サブタイトル                      | ラテ欄                                                    | 脚本                                   | 演出     | 視聴率 |
| --------------------------------------------------------------------------- | ------- | --------------------------------- | --------------------------------------------------------- | -------------------------------------- | -------- | ------ |
| 第1話                                                                       | 1月18日 | 消えた恋人―ふたりの雨が雪に変わる | 消えた婚約者… 恋愛弁護士コンビが驚愕の真相解明! 涙の法廷  | 國吉咲貴 諸橋隼人 ニシオカ・ト・ニール | 河合勇人 | 7.6%   |
| 第2話                                                                       | 1月25日 | 10年前の浮気―過去と三角関係       | 10年前の浮気…夫が妻を今訴えた真意は!? 恋の三角関係開幕!!  | 國吉咲貴 諸橋隼人 ニシオカ・ト・ニール | 河合勇人 | 5.9%   |
| 第3話                                                                       | 2月01日 | 元恋人と妹の事件―近づけない二人   | 急接近の二人に試練 母の画策…元恋人の娘と気球でWデート!!   | 國吉咲貴 諸橋隼人 ニシオカ・ト・ニール | 河合勇人 | 5.2%   |
| 第4話                                                                       | 2月08日 | 消えた元恋人の真相―二つの告白     | 愛する二人を引裂く元恋人… 温泉で激白! 8年前に消えた真相   | 國吉咲貴 諸橋隼人 ニシオカ・ト・ニール | 河合勇人 | 4.4%   |
| 第5話                                                                       | 2月15日 | 事実婚と財産分与―雪が降る夜に     | 財産分与を要求した事実婚の妻を逆提訴! 雪降る夜…遂に告白   | 國吉咲貴 諸橋隼人 ニシオカ・ト・ニール | 齋藤誠   | 4.8%   |
| 第6話                                                                       | 2月22日 | 社内彼氏の復讐―恋愛は誰のもの?    | 全社員へ復讐メール 社内恋愛の悲劇を裁く二人の所内恋愛は!? | 國吉咲貴 諸橋隼人 ニシオカ・ト・ニール | 齋藤誠   | 4.7%   |
| 第7話                                                                       | 3月01日 | 二人の実母と親権問題―小さな綻び   | 週末同棲の二人に… 元カレの妹の親権騒動と今カレ実母の横暴  | 國吉咲貴 諸橋隼人 ニシオカ・ト・ニール | 河合勇人 | 4.7%   |
| 第8話                                                                       | 3月08日 | 実母か恋人か―幸せにするために     | カレの実母は超毒親 育ての母が失踪…二人に迫る破局の危機!   | 國吉咲貴 諸橋隼人 ニシオカ・ト・ニール | 浅見真史 | 4.2%   |
| 第9話                                                                       | 3月15日 | 「私」を幸せにするのは誰?         | 三角関係ついに決着 毒親に裂かれた二人…元カレ最後の告白!   | 國吉咲貴 諸橋隼人 ニシオカ・ト・ニール | 河合勇人 | 5.5%   |
| 最終話                                                                      | 3月22日 | 二人に降る雪                      | 過去を乗り越え二人が選ぶ未来… 衝撃結末 雪降る夜に奇跡が!  | 國吉咲貴 諸橋隼人 ニシオカ・ト・ニール | 河合勇人 | 5.0%   |
| 平均視聴率 5.2%（視聴率はビデオリサーチ調べ、関東地区・世帯・リアルタイム） |         |                                   |                                                           |                                        |          |        |

- 第9話は『メジャーリーグベースボール開幕戦2025プレシーズンゲーム「ドジャース×巨人」戦』中継の延長のため、22時35分 - 23時29分に放送。
- 当作品の終了をもって『土ドラ10』は廃枠となり、それに伴いフジテレビ系列の沖縄テレビでの日本テレビ系ドラマのスポンサード遅れネットが当作品をもって終了した。

## スピンオフドラマ
『ラブリーアンサンブル』のタイトルで、動画配信サービス「Hulu」にて、2月15日の第5話放送終了後と3月22日の最終話終了後から配信。全2話。

### キャスト（スピンオフドラマ）
小山瀬奈
演 - 川口春奈
真戸原優
演 - 松村北斗
園部こずえ
演 - 長濱ねる
早川崇
演 - じろう（シソンヌ）
星野藍
演 - 東野絢香
真戸原和夫
演 - 光石研
牧野マイカ
演 - 森田想
依頼人。
梶原
演 - 高野洸
たかなし法律事務所が入ったビルの警備員。
小鳥遊翠
演 - 板谷由夏
安田樹理
演 - 戸塚純貴
真戸原凛
演 - 香音
伊藤ひろみ
演 - 冨手麻妙
安田の婚約者。高校の同級生で現在は都内にエステを5店舗経営する社長。

### スタッフ（スピンオフドラマ）
- 脚本 - 諸橋隼人、ニシオカ・ト・ニール[70]
- 演出 - 齋藤誠[70]
- チーフプロデューサー - 荻野哲弘
- プロデューサー - 後藤庸介、大倉寛子、金澤麻樹
- 制作協力 - AX-ON
- 製作著作 - 日本テレビ

### 配信日程（スピンオフドラマ）
| 各話 | 配信日  |
| ---- | ------- |
| 前編 | 2月15日 |
| 後編 | 3月22日 |